# Клан Босвелл

Герб вождів клану Босвелл.

Клан Босвелл (шотл. — Clan Boswell) — один з рівнинних шотландських кланів. На сьогодні клан Босвелл не має визнаного герольдами Шотландії та лордом Лева вождя, тому цей клан, як і інші подібні клани, називається в Шотландії «кланом зброєносців».
Гасло клану: Vraye foi – Справжня віра (фр.)

## Історія клану Босвелл

### Походження клану Босвелл
Згідно з історичною традицією, вважається, що клан Босвелл нормандського або французького походження. Історики наводять різні варіанти початкової назви клану: можлива назва походить від назви садиби біля Івето в Нормандії або від назви помістя Безвіль (фр. – Beuzevill), що біля Болбеку (Нормандія). Лорд Бозвіль був одним з командирів норманів, що в 1066 році розбили англійську армію під Гастінгсом. Роберт де Босвілл згадується в королівських грамотах Вільгельма Лева. Роберт був одним з лицарів, що супроводжували короля Шотландії Давида І назад в Шотландію, після того як він довгий час перебував при англійському дворі. 

### XIV століття
Під час війни за незалежність Шотландії Вальтер де Босвілл був взятий в полон англійцями під час битви під Данбар у 1296 році. У тому ж році Вільям де Босвілл платив Англії данину. Його син Річард де Босвілл отримав землі біля Ардроссана від короля Роберта Брюса. 

### XV—XVI століття
Під час англо-шотландських війн вождь клану Олександр Босвелл Балмуто був вбитий під час битви під Флодден у 1513 році. 

### XVII століття
Під час громадянської війни на Британських островах багато людей з клану Босвелл підтримали роялістів і взяли участь у битві під Вустером у 1651 році. 

### XVIII століття
У XVIII столітті Олександр Босвелл – VIII лерд Авхінлек (Очайнлек) був суддею і прийняв титул «лорд Авхінлек». Його син – Джеймс Босвелл – IX лерд Авхінлек ввійшов в історію як біограф доктора Семюеля Джонсона. Сер Олександр Босвелл – І баронет, Х лерд Авхінлек отримав у 1821 році титул баронета. Роберт Босвелл був працівником суду, деякий час обіймав посаду лорда Лева, герольдмейстера з 1795 по 1796 рік. 